# По ту сторону Промежутка
По ту сторону Промежутка  (2003) — фантастический рассказ эпопеи «Всадники Перна» американской писательницы Энн МакКефри, опубликованная в антологии Роберта Силверберга «Легенды II», продолжающий роман Морита — повелительница драконов.

## Описание сюжета
На Перне свирепствует пандемия. Умерли уже тысячи человек, и вот, когда лекарство найдено, необходимо доставить его в отдалённые холды. Морита единственная, кто знает Керун лучше всех, ведь она там родилась. Полетев на старой Королеве драконихе Холте, Морита должна доставить за один день вакцину от мора в десятки мест. Для этого она пользуются прыжками через Промежуток, перемещаясь в пространстве и времени. После выполненной задачи она отправляются домой, но у Холты уже нехватает сил вернуться, и они исчезают в Промежутке… А Орлита остаётся с всадницей Холты, Лерри, до Рождения, и, когда кладка была уже в безопасности (малыши должны были вскоре вылупиться), они скрылись в Промежутке, уйдя за своими вторыми половинками…